# Шміт Федір Іванович
Фéдір Іванович Шміт (*1877 — †3 грудня 1937) — український і радянський візантолог, археолог, музеєзнавець, мистецтвознавець, теоретик мистецтва, педагог, дійсний член АН УРСР (з 1921).

## Життєпис
Працював у Російському археологічному інституті в Константинополі (учений секретар 1908—1912). Закінчив Петербурзький університет (1912). У 1912—1921 роках — професор Харківського університету (1912—1921), завідувач музейної секції Всеукраїнського комітету охорони пам'ятників старовини Наркомосу УРСР (1919—1920), 1921—1924 в Києві, голова Археологічної комісії та інших установ ВУАН, професор Київського художнього інституту. 1921 року за його ініціативою було створено науково-дослідну установу «Софійська Комісія», що насамперед займалася дослідженням і проблемою наукової реставрації пам'ятки та стала попередником Національного заповідника «Софія Київська». З кінця 1924 професор Ленінградського університету і директор Державного інституту мистецтв.
Влітку 1919 року підписав колективне звернення харківської професури до вчених Заходу з протестом проти червоного терору. Арештований у Ленінграді. Після 5 років таборів і повторного арешту за рішенням Трійки НКВС розстріляний у Ташкенті 3 грудня 1937 року.
Шміт — видатний дослідник архітектури й малярства Візантії, балканських країн, країн Близького Сходу, а також Київської Русі. Праці з теорії та історії мистецтва: «Искусство, его психология, его стилистика, его эволюция» (Харків, 1919) [Архівовано 2 липня 2018 у Wayback Machine.], «Мистецтво старої Руси-України» (Харків, 1919), [Архівовано 2 липня 2018 у Wayback Machine.] «Исторические, этнографические, художественные музей. Очерк истории и теории музейного дела». (Харків, 1919), «Психологія малювання» (Київ, 1921), «Пам'ятки староруського мистецтва» (1922), «Мистецтво як предмет навчання» (Київ, 1923) та інші.
2023 року у видавництві «Дух і літера» вийшов україномовний переклад (перекладач та автор вступної статті, коментарів та додатків — Андрій Пучков, загальна редакція — Катерина Станіславська) праці Шміта «Мистецтво: його психологія, його стилістика, його еволюція».